# Keetmanshoop
Keetmanshoop (en afrikáans: "la esperanza de Keetman") es la capital de Karas, una de las regiones administrativas de Namibia. Situada en la encrucijada de dos importantes carreteras y sobre el Ferrocarril Trans-Namib de Windhoek a Upington en Sudáfrica, es considerada la capital y centro económico del sur del país.
Es llamada así por Johann Keetman, un industrial alemán y fundador de la ciudad.

## Historia

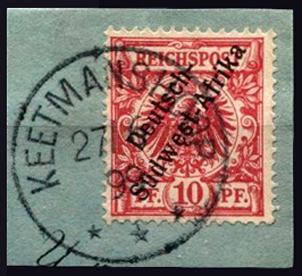
Sellos para el África Sudoccidental Alemana matasellos Keetmanshoop 1899

Antes de la llegada de los europeos, la zona era conocida como Nu-gouses, que significa "Pantano Negro" indicando la presencia de un manantial en el área.
En 1860 la Sociedad Misionera Renana fundó una misión allí para extender su fe a la población Nama local.La fecha de fundación de la ciudad se considera fue el 14 de abril de 1866, día de llegada a la zona de Johann Georg Schröder, quien fue el primer misionero de la misión que allí se fundó. La misión fue llamada así por el comerciante alemán Johann Keetman que apoyó económicamente la misión, pero él mismo nunca visitó en realidad el lugar. Los misioneros encontraron que aunque algunos africanos se convirtieran al cristianismo, abandonar sus creencia tribales era otra cuestión.
Durante el periodo de ocupación de Namibia (entonces llamado África del Sudoeste) por parte de Sudáfrica, y mientras se aplicaron las políticas de "desarrollo separado" del apartheid, la ciudad sirvió como capital administrativa del bantustán de Namalandia.

## Clima
| Parámetros climáticos promedio de Keetmanshoop | Parámetros climáticos promedio de Keetmanshoop | Parámetros climáticos promedio de Keetmanshoop | Parámetros climáticos promedio de Keetmanshoop | Parámetros climáticos promedio de Keetmanshoop | Parámetros climáticos promedio de Keetmanshoop | Parámetros climáticos promedio de Keetmanshoop | Parámetros climáticos promedio de Keetmanshoop | Parámetros climáticos promedio de Keetmanshoop | Parámetros climáticos promedio de Keetmanshoop | Parámetros climáticos promedio de Keetmanshoop | Parámetros climáticos promedio de Keetmanshoop | Parámetros climáticos promedio de Keetmanshoop | Parámetros climáticos promedio de Keetmanshoop |
| Mes                                            | Ene.                                           | Feb.                                           | Mar.                                           | Abr.                                           | May.                                           | Jun.                                           | Jul.                                           | Ago.                                           | Sep.                                           | Oct.                                           | Nov.                                           | Dic.                                           | Anual                                          |
| ---------------------------------------------- | ---------------------------------------------- | ---------------------------------------------- | ---------------------------------------------- | ---------------------------------------------- | ---------------------------------------------- | ---------------------------------------------- | ---------------------------------------------- | ---------------------------------------------- | ---------------------------------------------- | ---------------------------------------------- | ---------------------------------------------- | ---------------------------------------------- | ---------------------------------------------- |
| Temp. máx. media (°C)                          | 34.8                                           | 34.0                                           | 32.2                                           | 28.8                                           | 25.0                                           | 21.7                                           | 21.3                                           | 23.5                                           | 27.2                                           | 30.1                                           | 32.4                                           | 34.5                                           | 28.8                                           |
| Temp. mín. media (°C)                          | 19.0                                           | 19.3                                           | 17.8                                           | 14.4                                           | 10.4                                           | 7.0                                            | 6.4                                            | 7.5                                            | 10.7                                           | 13.7                                           | 15.7                                           | 17.6                                           | 13.3                                           |
| Precipitación total (mm)                       | 24                                             | 42                                             | 36                                             | 15                                             | 5                                              | 2                                              | 1                                              | 1                                              | 3                                              | 6                                              | 11                                             | 13                                             | 159                                            |
| Horas de sol                                   | 353                                            | 300                                            | 312                                            | 306                                            | 304                                            | 287                                            | 305                                            | 323                                            | 319                                            | 343                                            | 348                                            | 370                                            | 3870                                           |
| Humedad relativa (%)                           | 28                                             | 36                                             | 40                                             | 40                                             | 38                                             | 39                                             | 36                                             | 31                                             | 27                                             | 24                                             | 24                                             | 25                                             | 32.3                                           |
| Fuente: Servicio Meteorológico de Namibia      |                                                |                                                |                                                |                                                |                                                |                                                |                                                |                                                |                                                |                                                |                                                |                                                |                                                |

## Cultura
El museo de Keetmanshoop está situado en la iglesia renana de la misión, un edificio que data antes de 1895. La iglesia fue declarada monumento nacional en 1978 y es un punto de referencia bien conocido. Su combinación única del molde gótico de arquitectura en piedra africana la hace una de las obras maestras arquitectónicas del país y una atracción turística popular.
Otro edificio notable es el de correos, datando a partir de 1910.
Cerca de la ciudad hay dos bosques de pintorescos y peculiares árboles Aloe dichotoma.

## Población y economía
La ciudad se sitúa cerca de dos bosques del árbol de kokerboom y de la Represa Naute y es un centro importante de la comunidad ganadera de ovejas de Karakul.
Cuando fue censada en agosto de 2001 la ciudad tenía 15.543 habitantes. Keetmanshoop cuenta con un aeropuerto servido por vuelos regulares de la línea nacional.